# FESTin 2015
Das FESTin 2015 war die sechste Ausgabe des FESTin-Filmfestivals (offiziell: FESTin – Festival de Cinema Itinerante da Língua Portuguesa, zu deutsch: Wanderndes Filmfestival der portugiesischen Sprache), ein jährliches Filmfestival für Filme des portugiesischen Sprachraums.
Es fand vom 8. bis zum 14. April 2015 im Lissabonner Cinema São Jorge statt, erneut mit Workshops, Gesprächsrunden und Musik zusätzlich zu den Filmvorführungen. In diesem Jahr wurde Osttimor geehrt. Dazu gab es wieder eine Filmreihe zum brasilianischen Kino und die traditionellen Filmreihen zur sozialen Inklusion und für Kinder- und Jugendfilme (FESTinha).
Gezeigt wurden 90 Filme aus Angola, Brasilien, Kap Verde, Guinea-Bissau, Mosambik und Portugal.
Der wandernde Teil des Festivals war diesmal in Guinea-Bissau zu Gast. Zehn Langfilme, sechs Kurzfilme und ein Kinderfilm des Festivals wurden im Centro Cultural Português gezeigt, das Kulturzentrum des portugiesischen Kulturinstituts Instituto Camões in der Hauptstadt Bissau.
Auch innerhalb Portugals wanderte das Festival, diesmal nach Óbidos, wo es in Kooperation mit dem Literaturfestival Fólio vom 22. bis zum 24. Oktober 2015 einige Filme vorführte.
Ein weiterer Festivalteil fand in Osttimor statt, das erstmals Schauplatz des FESTin war.

## Preisträger
- Langfilm (Jury: Miguel Monteiro (Portugal), Daniel Miguel Martinho (Angola) und Andrea Aguilera (Brasilien)):
  - A Despedida (Brasilien, Regie: Marcelo Galvão)
  - Beste Schauspielerin: Priscila Fantin für Jogo De  Xadrez
  - Bester Schauspieler: Nelson Xavier für A Despedida
  - Beste Regie: José Eduardo Belmonte für O Alemão
    - Nennung ehrenhalber: Schauspieler Caio Blat, Gabriel Braga Nunes, Marcello Melo Junior, Mariana Nunes, Milhem Cortaz, Otávio Müller für O Alemão

- Kurzfilm (Jury: Nuno Sá Pessoa (Portugal), Paulo Sérgio Cabral (Kap Verde) und Sofia Reis (Portugal))
  - Urbanos (Brasilien, Regie: Alessandra Nilo)
    - Nennung ehrenhalber: Balança (Brasilien, Regie: Rui Falcão)
    - Nennung ehrenhalber: O Mal e a Aldeia (Portugal, Regie: Diogo Lima und David Serôdio)

- Dokumentarfilm (Jury: Ana Santiago (Portugal), Cloves Mendes (Brasilien) und Tiago R. Santos (Portugal)):
  - Setenta (Brasilien, Regie: Emília Silveira)
    - Nennung ehrenhalber: Sem Pena (Brasilien, Regie: Eugenio Puppo)
    - Nennung ehrenhalber: Quitupo, Hoyé (Mosambik/Brasilien, Regie: Rogério Manjate und Chico Carneiro)

- Publikumspreise:
  - Langfilm: Lura (Portugal, Regie: Luís Brás)
  - Kurzfilm: A Boneca e o Silêncio (Brasilien, Regie: Carol Rodrigues) und O Mal e a Aldeia (Portugal, Regie: Diogo Lima und David Serôdio)
  - Dokumentarfilm: Água Para Tabatô (Guinea-Bissau/Portugal, Regie: Paulo Carneiro)[4]